# Dysphania peregrina
Dysphania peregrina là một loài bướm đêm trong họ Geometridae.